# Dehydrogenaza aldehydowa
Dehydrogenaza aldehydowa (E.C. 1.2.1.3) – grupa enzymów z klasy dehydrogenaz, które katalizują utlenianie (dehydrogenację) aldehydów. Liczne formy występują u ssaków w cytozolu, mitochondriach i siateczce endoplazmatycznej.
Ogólna reakcja katalizowana przez dehydrogenazę aldehydową:
RCHO + NAD+ + H2O ⇌ RCOOH + NADH + H+
Dehydrogenaza aldehydowa ma szeroką specyficzność substratów. Utlenianie aldehydów jest ogólnie uważane za reakcję detoksykacyjną, która usuwa elektrofilowe produkty utleniania alkoholi.
Przykładowo, dehydrogenaza alkoholowa utlenia etanol do aldehydu octowego, który jest odpowiedzialny za pewne objawy „kaca”, a następnie dehydrogenaza aldehydu octowego utlenia go do kwasu octowego. Podobnie dehydrogenaza aldehydowa detoksyfikuje akroleinę, hepatotoksyczny metabolit.